# 列車運行管理システム
列車運行管理システム（れっしゃうんこうかんりシステム、通称PTC：Programmed Traffic Control）とは、鉄道の列車運行管理において、計画ダイヤを基に列車集中制御装置（CTC）・自動進路制御装置（PRC）・運転整理システム・旅客案内システムなどを一括管理・制御するコンピュータシステムである。主に大都市圏の高密度運転線区や新幹線などの高速鉄道において、列車運行管理の効率化・旅客サービス向上のために導入されている。
列車運行管理システム（PTC）を導入しているのは日本の新幹線や在来線、台湾新幹線などである。

## 概要
鉄道運行において、かつては信号機や分岐器などを操作する運転要員が各停車場に必要であったが、CTCの導入により1ヶ所に集約して行うことが可能になったほか、正常なダイヤでの運行がなされている限りは、それまで人間が行っていた信号機や分岐器などの操作をPRCに自動で行わせることが可能となり、運転要員の業務負荷が大きく低減されたほか、大幅な人員コスト削減も可能となった。一方、ダイヤが乱れた際の運転整理や旅客案内などは引続きほぼ全てを人間による情報収集・計画立案・実施判断に依存する体制は変わっておらず、大都市圏を中心とした列車運転本数の増加や、高速性・正確性・顧客サービス等の向上ニーズの高まりに対して、適切な対応を迅速かつ効率的に行うことが困難となってきた。
そこで、信号機や分岐器の単純な自動制御だけではなく、運転整理や旅客案内、車両運用管理等の運行関連機能全般をコンピュータシステムとして統合し、運転指令所と駅や車両基地などの現業機関をオンラインで接続することで、効率的な列車運行が実現できる。このようなシステムには高性能の処理能力を持ったコンピュータが必要であるため、本格的な導入に至ったのは高性能コンピュータが普及した1990年代以降となってからが多い。また、線路や日本の鉄道車両検査の計画管理、電気施設や信号機などの設備管理などの機能も独自に付加して、より大規模な総合管理を行うシステムを採用している事業者もある。
主なシステムの内容を以下に述べる。

## 運転整理機能

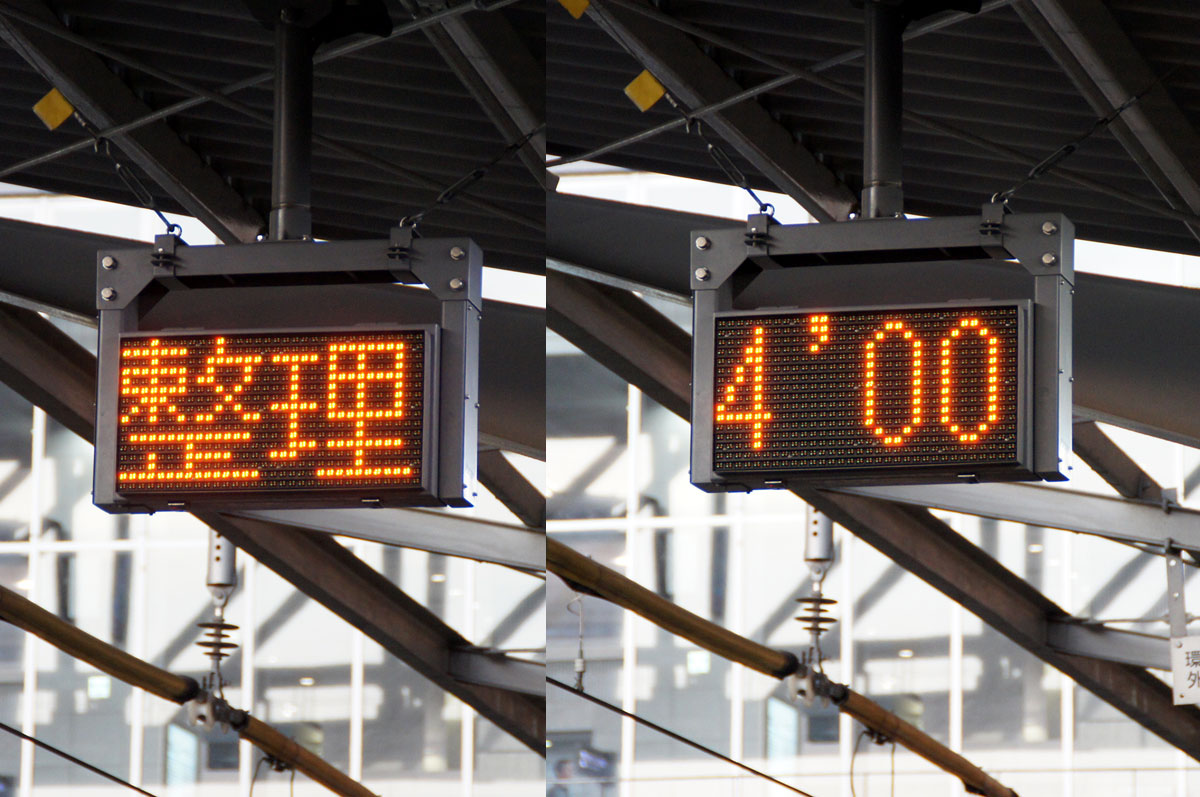
運転整理機能による抑止表示機（JR西日本）

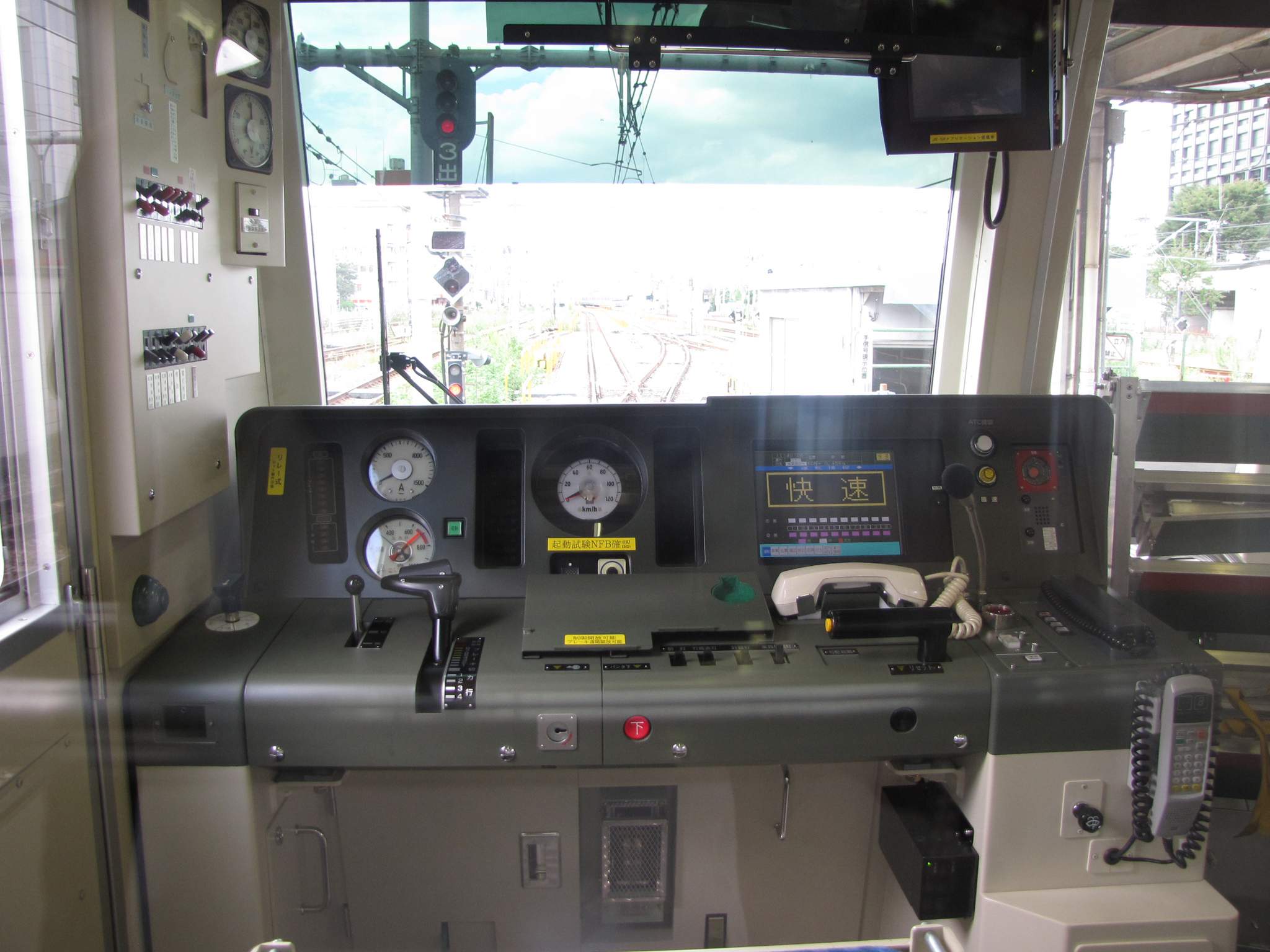
東京メトロ15000系電車の運転台。写真右上のディスプレイがJR東日本線内で使用される運転通告用車上モニタ装置

ダイヤが乱れた際、列車種別など運行優先順位も考慮した運転整理計画をコンピュータが立案し、安全で迅速な平常ダイヤへの復旧計画案を指令員に提供する支援機能。指令員はその提供計画案を参考に、最終的な運転整理の判断を行う。従前は遅延が大きくなるとPRCによる信号や分岐器の自動操作が出来なくなるため、本来は最終的な判断作業に専念すべき指令員が自らこれらの操作を行っていた。また、現業機関に運行情報表示装置（TID）を設置することで、各現場の社員が最新の運行状況をリアルタイムで把握することが可能となる。
さらに東日本旅客鉄道（JR東日本）の東京圏輸送管理システム（ATOS）や西日本旅客鉄道（JR西日本）の運行管理システム (JR西日本)、つくばエクスプレス、東京地下鉄（東京メトロ） では、駅ホームにLED式の「抑止表示機」を設置し、ダイヤが乱れた際の運行間隔調整・発車時刻変更などの指示を乗務員・駅員へタイムリーに伝達できる機能を有している。JR東日本のATOSでは更に機能を発展させ、着発番線変更など乗務員への各種指示伝達に関して、従来は駅員から受領する運転通告券や列車無線を介した指令員との音声通話に依っていたものを、デジタル列車無線を介して各列車の車上モニタ装置へ伝送しディスプレイに文字情報で表示させるシステムを構築し、指示の迅速化・効率化および伝達ミス等の防止のほか、列車無線の回線輻輳緩和を図っている。

## 旅客案内機能
通称：PIC、Passenger Information Control

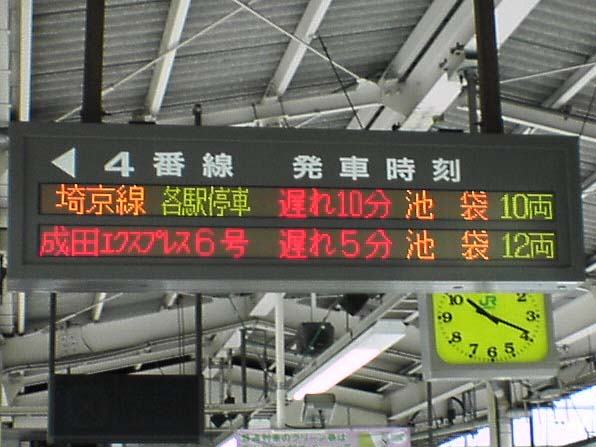
発車標への遅延時間表示（JR東日本のATOS）

駅に設置される旅客案内表示器や自動放送装置は、従前は各駅単位でのスタンドアローン機器 に過ぎず、駅員自らが鉄道電話などで入手した運行状況を手入力するという極めてアナログな手法であったため、列車に大幅な遅延や運休が発生した時など駅員がタイムリーに運行状況を把握しきれない場合や機器への手入力が追いつかない場合、案内表示は「調整中」と表示させざるを得ず、十分な旅客案内を行うことができなかった。列車運行管理システムに旅客案内機能を持たせることで、システム自らが最新の運行状況を自動で案内できるほか、運転整理計画を元に「約○○分遅れて到着予定」など正確な遅延時間の表示や発車順序等の変更案内、正常ダイヤへの復旧見込みなど、より細かい情報の提供が可能となる。また、JR東日本のATOSでは上述のデジタル列車無線網を介し、最新の運行状況情報を各列車の車上モニタ装置へ伝送し、他線区も含めた自列車以外の運行状況を乗務員がリアルタイムで把握することができる。
運用管理システム
車両や乗務員などの運用管理を一括して行い、異常時には代用の車両や乗務員の手配を迅速に行うことができる。

## 導入例
日本では一部の鉄道事業者が都市部を中心に導入している。事業者により呼び名や機能が一部異なる場合があるが、導入例を以下に述べる。

### JRグループ
- 北海道旅客鉄道（JR北海道）

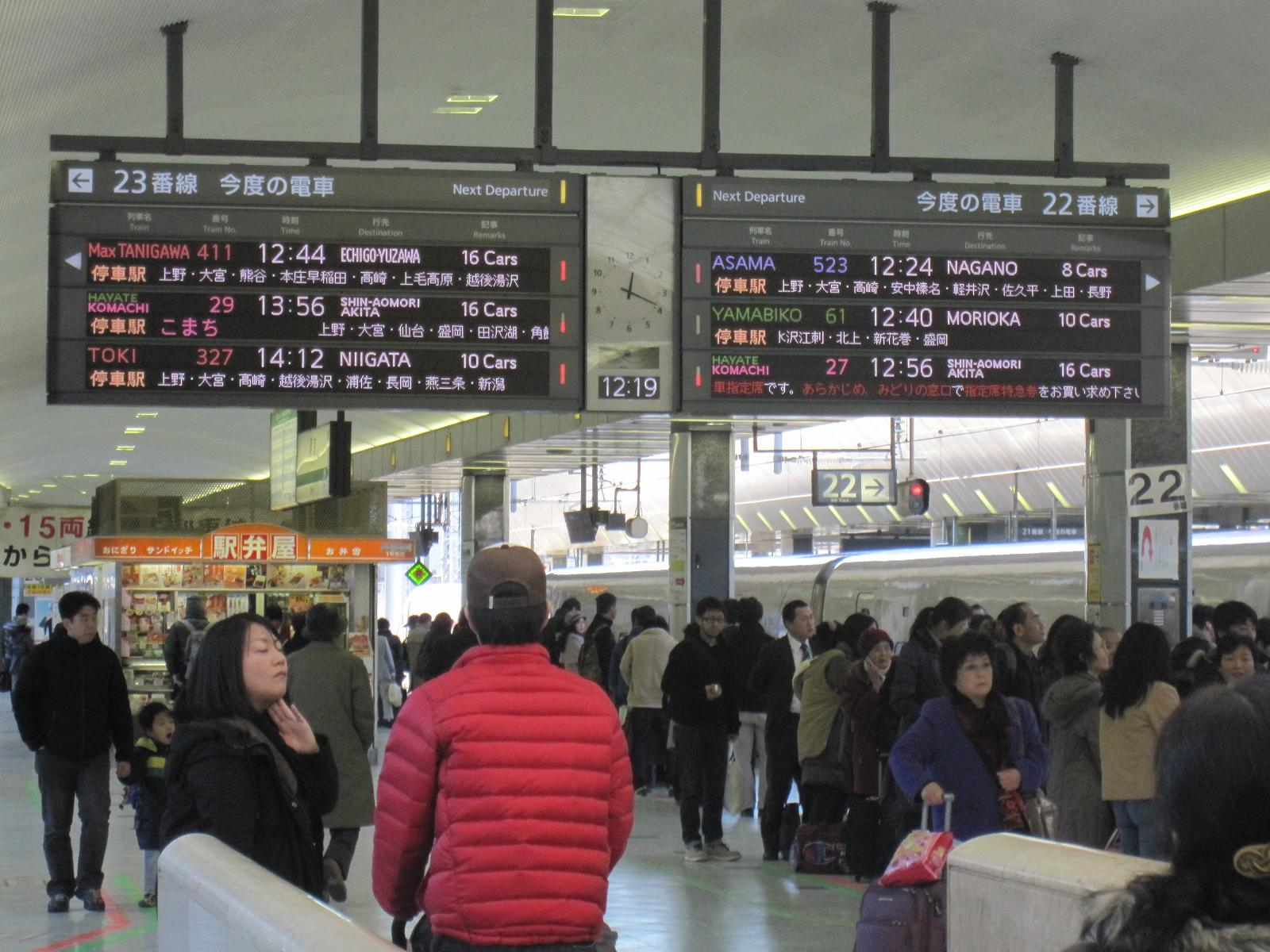
COSMOS連動の発車標（東京駅）

  - 北海道新幹線総合システム（通称CYGNUS（シグナス）：Computer system for signal control and useful maintenance of Hokkaido Shinkansen）。北海道新幹線に導入[4]。
  - 在来線についても函館本線・宗谷本線の小樽～永山間、室蘭本線・千歳線の室蘭～白石間に導入されており自動進路制御装置（PRC）とPRCからの運行管理データを元にした自動案内を行う「旅客案内システム」（通称PGC：Passanger Guidance Control system）が導入されている[5]。
  - 石勝線運行管理システム：石勝線（駒里信号場～串内信号場間）に導入[6]。
- 東日本旅客鉄道（JR東日本）COSMOS連動の発車標（東京駅）
  - 新幹線総合システム（通称COSMOS（コスモス）：Computerized Safety, Maintenance and Operation Systems of Shinkansen）。東北・上越・北陸新幹線に導入されている。JR西日本と共同で運用。ジェイアール東日本情報システムと日立製作所の共同開発。
  - 東京圏輸送管理システム（通称ATOS（アトス）：Autonomous decentralized Transport Operation control System）。現在日本に導入されている列車運行管理システムの中では最も規模が大きい。日立製作所製。
- 東海旅客鉄道（JR東海）COMTRAC連動の発車標（品川駅）

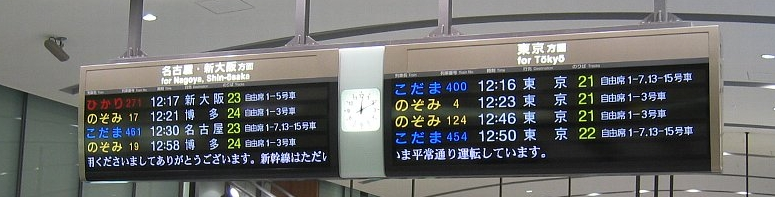
COMTRAC連動の発車標（品川駅）

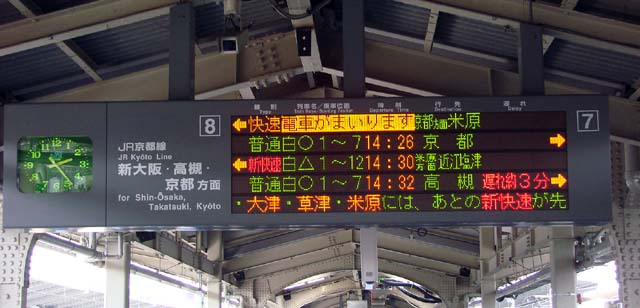
運行管理システム連動の発車標（大阪駅）

  - 新幹線運行管理システム（通称COMTRAC（コムトラック）：Computer aided Traffic Control System）。東海道・山陽新幹線に導入されている。JR西日本と共同で運用。日立製作所製。2010年11月よりJR九州の九州新幹線指令システム（SIRIUS）とオンライン接続[7]。
  - 名古屋圏運行管理システム（通称NOA（ノア）：New Operational Automation System）。名古屋地区用と静岡地区用があり、主要路線を中心に導入されている。
- 西日本旅客鉄道（JR西日本）運行管理システム連動の発車標（大阪駅）
  - 新幹線運行管理システム（COMTRAC）：JR東海と同一。山陽新幹線・博多南線に導入。
  - 新幹線総合システム（COSMOS）：JR東日本と同一。北陸新幹線に導入。
  - 運行管理システム (JR西日本)。JR西日本管内の阪和線・琵琶湖線・JR京都線・JR神戸線・大阪環状線・大和路線・JRゆめ咲線・おおさか東線・JR宝塚線（尼崎～新三田）・JR東西線・学研都市線・湖西線に導入されている。日立製作所製。
  - 北陸線運行管理システム：北陸本線（新疋田～金沢）に導入。在来線としては初めて本格的な予想ダイヤ機能を搭載する。三菱電機製。
  - 山陽線運行管理システム：山陽本線（上郡～三原）に導入[8]。
  - 北近畿運行管理システム：山陰本線（園部～東浜）、福知山線（新三田〜福知山）、舞鶴線（綾部〜東舞鶴）、播但線（姫路〜和田山）に導入。[要出典]
  - きのくに線・和歌山線運行管理システム：紀勢本線（和歌山駅構内を除く～新宮）、和歌山線（和歌山構内を除く〜大和二見）に導入[要出典]

- 九州旅客鉄道（JR九州）
  - 九州新幹線指令システム（通称SIRIUS（シリウス）：Super Intelligent Resource and Innovated Utility for Shinkansen Management）。九州新幹線に導入されている。JR九州管内主要在来線の総合指令システム（JACROS）とオンライン接続されている。2010年11月よりJR東海・JR西日本の新幹線運行管理システム（COMTRAC）とも接続[7]。
  - 総合指令システム（JACROS（ジャクロス）：JR Kyushu Advanced and Concentrated Railway Operating Systems）。JR九州管内の主要在来線に導入されている。また九州新幹線指令システム（SIRIUS）とオンライン接続されている。日立製作所製。

### 大手私鉄・準大手私鉄
- 東京地下鉄（東京メトロ）東京メトロ運行管理システム連動の発車標（小竹向原駅）

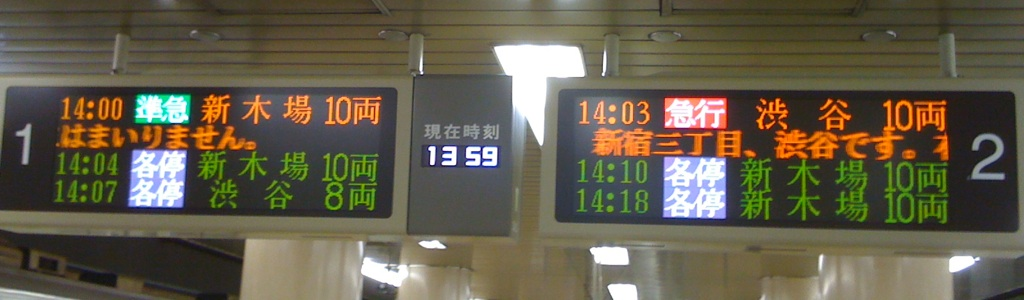
東京メトロ運行管理システム連動の発車標（小竹向原駅）

  - PTC（自動列車運行制御装置）。所有する全路線・全区間に導入。日立製作所製。
- 東急電鉄・横浜高速鉄道

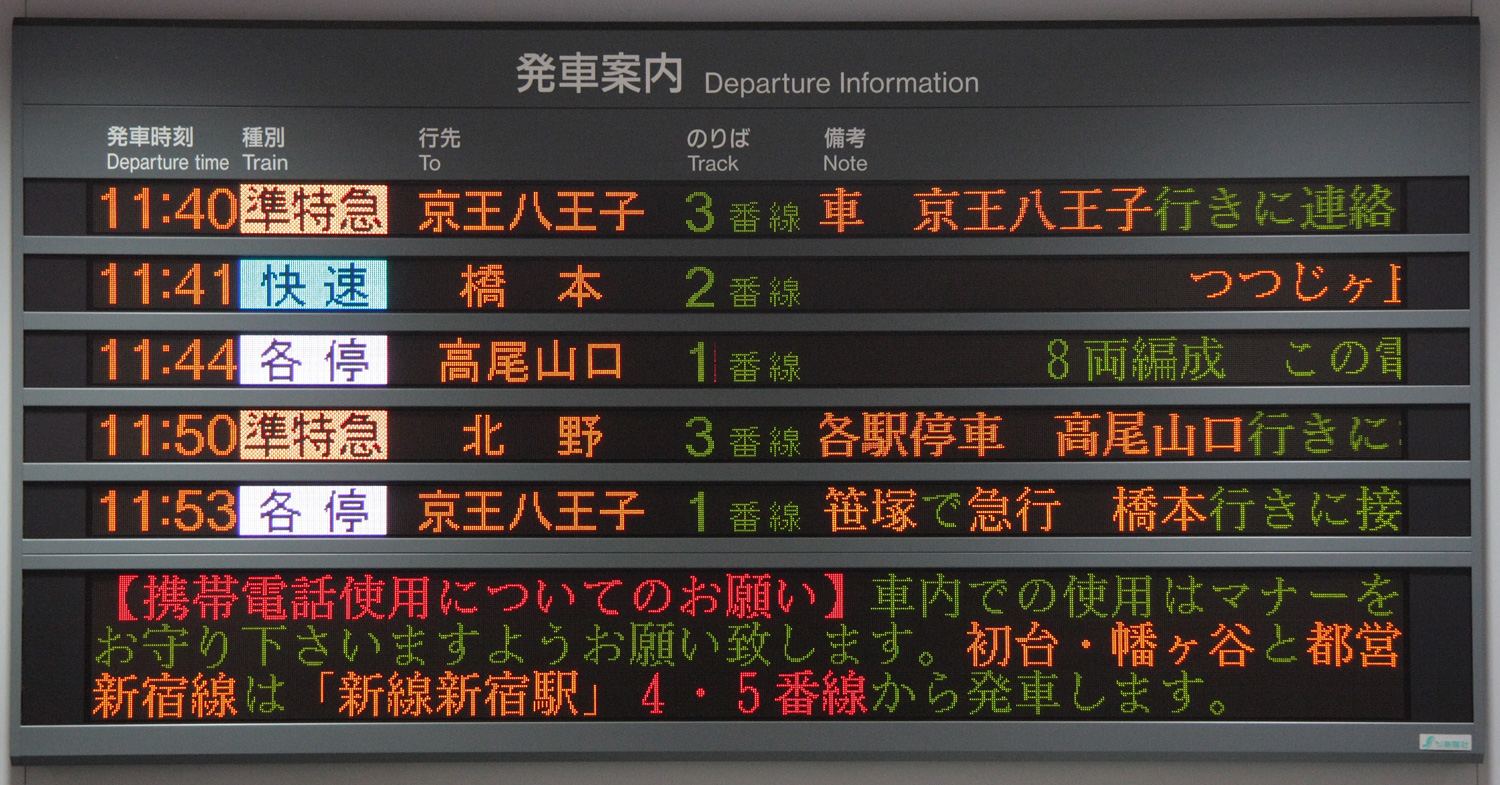
京王TTC連動の発車標（新宿駅）

  - TTC（列車運行管理システム）。東横線、目黒線、田園都市線、大井町線、こどもの国線、みなとみらい線の全区間に導入されている。京三製作所、日立製作所製[9]。
  - PTC（自動列車運行制御装置）。池上線、東急多摩川線の五反田駅、蒲田駅、多摩川駅に導入されている。京三製作所製。
- 東武鉄道
  - 本線運行管理システム。伊勢崎線浅草・押上～館林、日光線東武動物公園～新栃木、亀戸線、大師線に導入。
  - 野田線運行管理システム。野田線の全区間に導入。
  - 東上線運行管理システム。東上本線、越生線の全区間に導入。東芝、日本信号製[10]。
- 西武鉄道
  - SEMTRAC（セムトラック：Seibu Multiple Traffic Control system）[11]。西武有楽町線の新桜台駅〜小竹向原駅間を除く全路線・全区間に導入[11]。三菱電機製[11]。現在のものは3代目。
- 小田急電鉄小田急OTC連動の発車標（新宿駅）

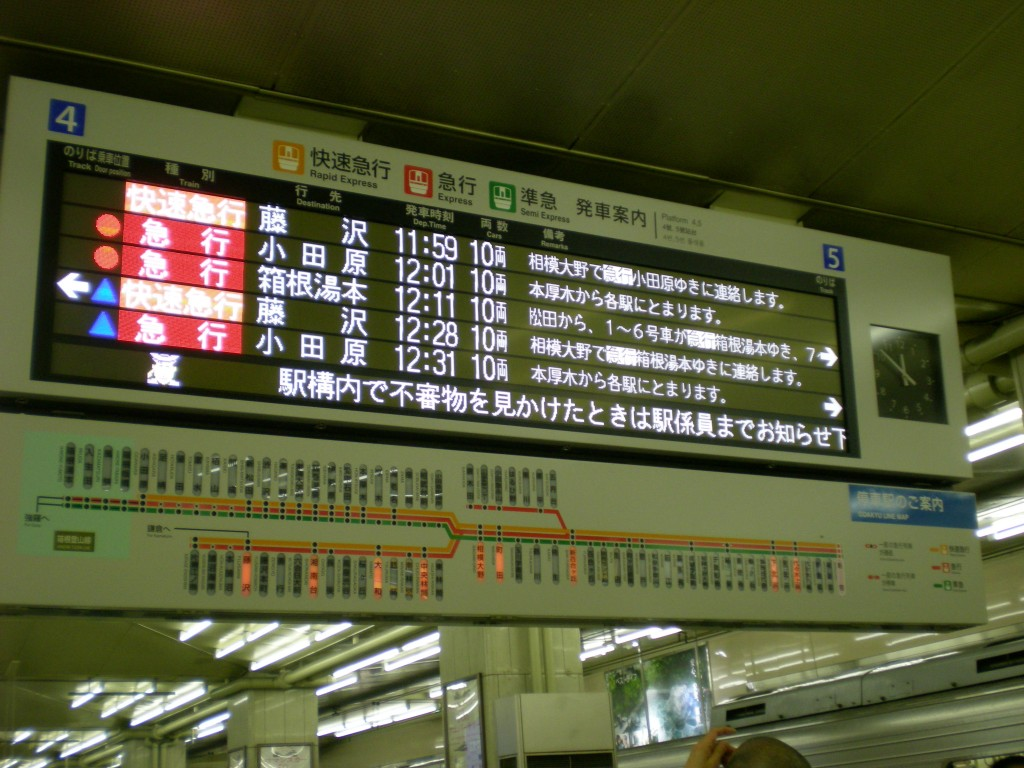
小田急OTC連動の発車標（新宿駅）

  - OTC（小田急型列車運行管理システム）。全路線・全区間に導入。京三製作所製。
- 京浜急行電鉄
  - PTC。京急蒲田駅、羽田空港第1・第2ターミナル駅に導入。京三製作所製。
- 京王電鉄京王TTC連動の発車標（新宿駅）
  - TTC（列車運行管理システム：Total Traffic Control system）。全路線・全区間に導入。京三製作所製。
- 京成電鉄
  - TTC。北総鉄道との共用区間を含む全路線に導入している。京三製作所製。
- 新京成電鉄
  - TTC。全路線に導入している。京三製作所製。
- 北総鉄道
  - TTC。京成との共用区間を含む全路線に導入している。京三製作所製。
- 近畿日本鉄道
  - KOSMOS（コスモス:Kintetsu Oriented Signal and Monitor Operation System）。1986年から導入した初代システムでは分散制御方式を、2017年3月に新規区間を含む一部路線で更新された2代目システムでは大阪総合指令所による線区集中制御方式を採用している。2019年現在では阪神なんば線（桜川 - 大阪難波間）・難波線・奈良線・橿原線・天理線・京都線・大阪線（大阪上本町 - 西青山間）・信貴線・南大阪線・道明寺線・長野線・御所線・生駒線・田原本線に導入[12][13]。三菱電機製。
  - けいはんな線にも列車運行管理システムが導入されている。1986年に分散型システムで稼働開始したのち、2005年に中央集中型の2代目システムに更新した[12]。
  - KRONOS（クロノス:Kintetsu Rapid Operated New Original System）。名古屋線・大阪線（東青山以東）・山田線・鳥羽線・志摩線・湯の山線・鈴鹿線・養老鉄道養老線に導入。2010年4月1日より稼動[13]。京三製作所製。
- 京阪電気鉄道京阪ADEC連動の発車標（樟葉駅）

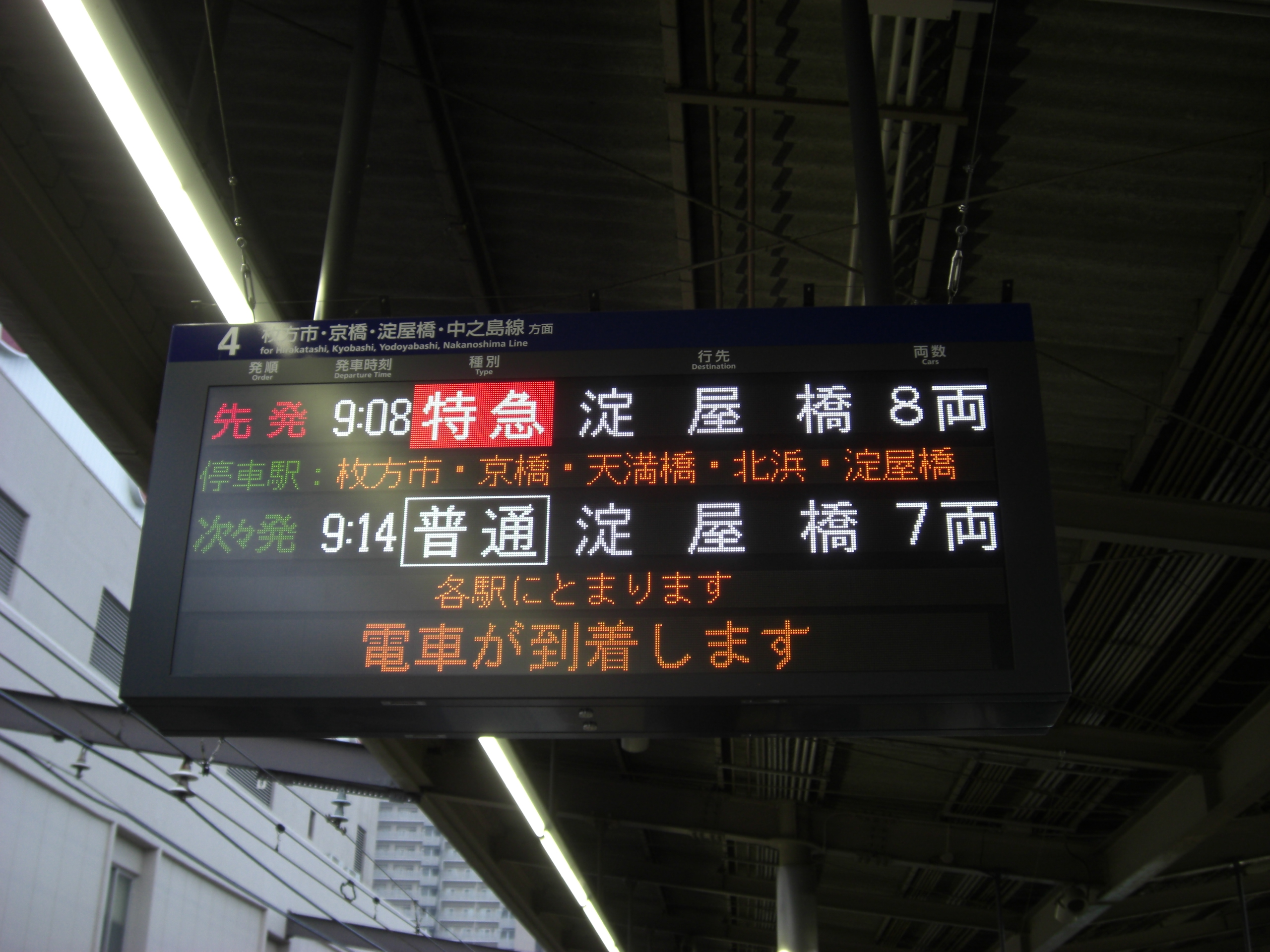
京阪ADEC連動の発車標（樟葉駅）

  - ADEC（アデック：Autonomous Decentralized Traffic Control System）[14]。自律分散型列車運行管理システム。1985年導入。京阪線区（大津線と鋼索線を除く）に導入。2007年度に更新。日立製作所製。
- 阪急電鉄阪急TTC連動の発車標（大阪梅田駅）

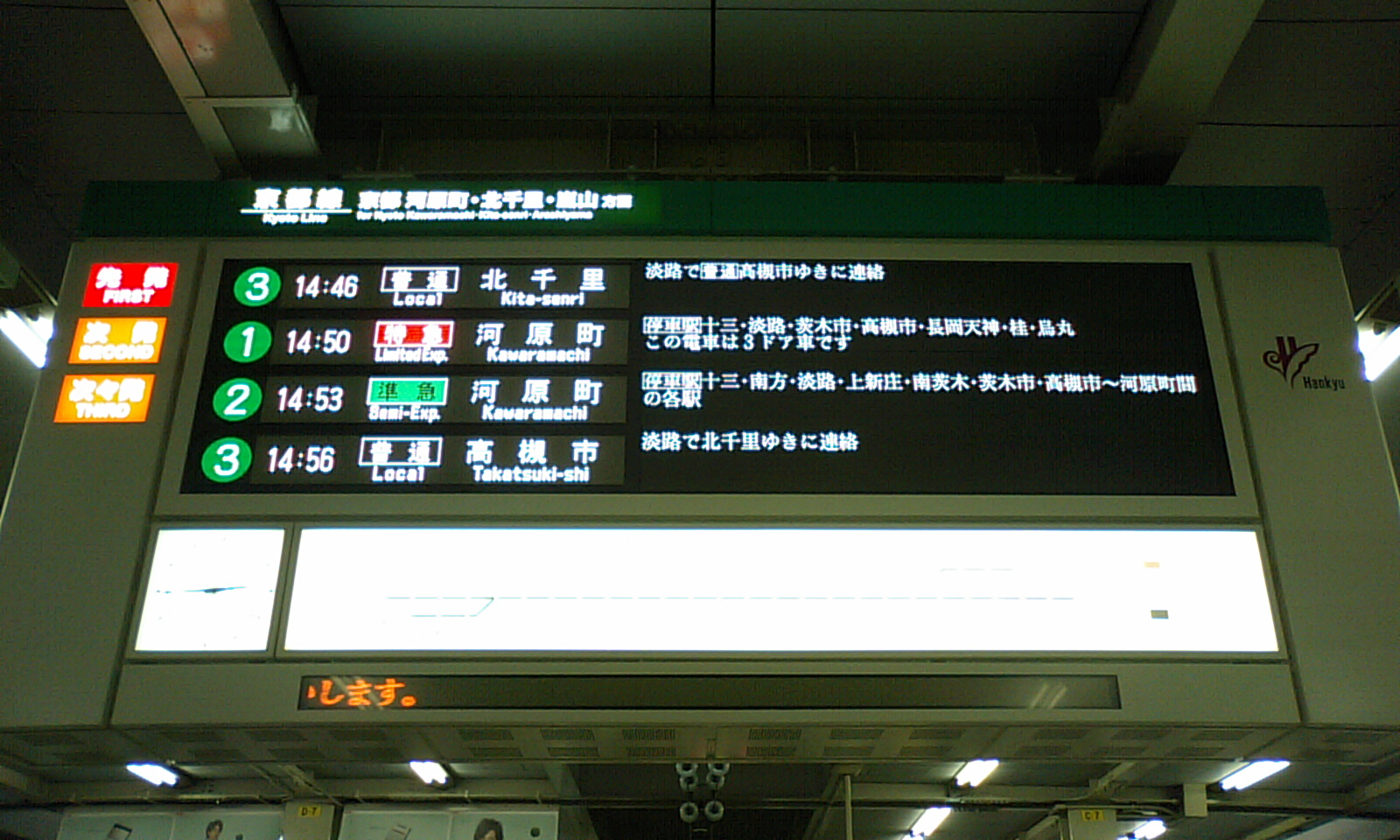
阪急TTC連動の発車標（大阪梅田駅）

  - TTC。日本初のTTCを1969年11月に宝塚本線で導入。同システムは1993年12月に更新され、2000年9月の京都本線を最後に全線（神戸高速線を除く）の新システムへの更新を完了。京三製作所製。
- 阪神電気鉄道
  - PTC。阪神なんば線の大阪難波 - 桜川間を除く全路線・全区間に導入。三菱電機とアイテック阪急阪神との共同開発。現在のものは3代目。1971年導入。
- 南海電気鉄道
  - PTC。1980年9月に南海本線とその他各支線に導入。2019年2月から3月にかけて高野線にも導入。PTC化以前は各連動駅にて信号担当者が進路制御を行い、高野線橋本 - 極楽橋間はCTCによる制御が行われていた。南海線PTCは空港線の開業を控えた1994年3月に更新され、現在のものは2012年11月に更新された3代目。日立製作所製。
- 泉北高速鉄道
  - 泉北高速鉄道総合管理システム（SENTRACS（セントラックス）：Senboku Total Railway Control System）。唯一所有する泉北高速鉄道線の全区間に導入。南海本線の運行管理システムの機能をベースとして、駅施設管理の機能も統合された総合管理システム[15]。現在のものは2008年に更新されたものである[16]。日立製作所製。
- 山陽電気鉄道
  - SANTICS（サンティクス：Sanyo Traffic and Information Control System）。所有する全路線・全区間に導入。三菱電機製。
- 西日本鉄道
  - TTC。1974年4月に大牟田線（現在の天神大牟田線）で導入。京三製作所製。

### その他（中小私鉄・公営・第三セクター鉄道）
- 札幌市交通局
  - 独自名称なし。所有する全路線・全区間に導入。日立製作所製。
- 仙台空港鉄道（仙台空港鉄道仙台空港線）
  - PTC。全区間（名取～仙台空港間）に導入。京三製作所製。
- 東京都交通局
  - 都電
    - 独自名称なし。所有する荒川線の全区間に導入。

  - 都営地下鉄
    - PTC。全路線に導入。日立製作所製。
- 首都圏新都市鉄道（つくばエクスプレス）
  - 独自名称なし。全区間に導入。日立製作所製。
- 名古屋市営地下鉄
  - 独自名称なし。所有する全路線・全区間に導入。京三製作所製。
- 大阪市高速電気軌道（Osaka Metro）
  - 線区ごとに「○○線統合指令システム」という名称があり、また納入元もそれぞれ異なる（例えば御堂筋線・谷町線・千日前線などは日立製作所製、堺筋線は京三製作所製である）。
- 神戸市営地下鉄
  - 独自名称なし。海岸線の全区間に導入。日立製作所製。
- 富山地方鉄道
  - 独自名称なし。鉄道線の全区間に導入。
- 福井鉄道
  - 独自名称なし。所有する福武線の全区間に導入。
- 岡山電気軌道
  - 岡山市内路面電車、ロケーションシステム。
- 福岡市交通局（福岡市地下鉄）
  - 独自名称なし。所有する全路線・全区間に導入。日立製作所製。
- 沖縄都市モノレール
  - 沖縄都市モノレール運行管理システム（PTC）[17]。所有する沖縄都市モノレール線の全区間に導入。日立製作所製。

## 運行管理システムの問題事案

### 機器の不具合・操作ミスによるもの
- 2013年7月18日に、JR九州の運行管理システムに大規模なトラブルが発生し、同社管内の在来線で長時間・広範囲に亘り、計179本に及ぶ列車の運休や遅れが生じた[18]。同社で原因を調査した結果、3年前の2010年に自動進路制御装置の機器を交換した際、メーカーの日立製作所が仕様と異なる種類の機器を誤って取り付けたことが原因であると判明。JR九州は日立製作所に対し、運行面での信用を失墜させたなどとして、損害賠償を請求する方針であるとしている[19]。